# スティーヴン・フォン
スティーヴン・フォン（馮徳倫, 1974年8月9日 - ）は、香港の歌手、俳優、映画監督。妻は台湾の女優スー・チー。

## プロフィール
1997年、雷頌德と共にDryとして歌手活動を開始。その後はソロでも楽曲を発表。
Dryの解散後は俳優としても活躍し、2004年に『エンター・ザ・フェニックス』で長編映画監督デビュー。

## ディスコグラフィ

### Dry
- Dry One（1997年）
- Dry Two（1998年）
- Dry Free（1998年）
- Dry & Friends Music Is Alive（1998年）

### ソロ活動
- 愛不夠（1999年）

## 出演作品
1995年
- 女人、四十。（女人四十 Summer Snow） - Cannon 役

1997年
- 初恋無限（初戀無限Touch! First Love Unlimited）　※CSでのみ放映

1998年
- 詩人の恋（顧城別戀 The Poet） - 顧城 役
- 美少年の恋（美少年之戀 Bishonen...） - Jet 役

1999年
- ジェネックス・コップ（特警新人類 GEN-X COPS） - 火柴(マッチ) 役
- ゴージャス （玻璃樽 Gorgeous） - ゲスト出演
- わすれな草 （半支煙 Down in Smoke）- 年輕豹哥(若き日のヒョウ) 役

2000年
- ジェネックス・コップ2（特警新人類 GEN-Y COPS） - 火柴(マッチ) 役
- ジェネックスゾンビ（生化特警 喪屍任務 BIO-COPS） - Marco 役
- ヒーリング・ハート（侠骨仁心 Healing Hearts） - Paul 役
- （十二夜 Twelves Night） - Danny 役　※日本未公開

2001年
- トランサー 霊幻警察（2002/異靈靈異） - 鄭庭風 役
- 拳神 KENSHIN（拳神 The Avenging Fist God of Fist Style） - 鉄浪（ティロン） 役
- 恋するブラジャー大作戦（仮）（絶世好Bra La Brassiere）
- 鉄拳高 同級生はケンカ王（我的野蛮同学 My Schoolmate the Barbarian）- Edward（エドワード） 役

2002年
- デビルフェイス・エンジェルハート（變臉情迷 Devil Face, Angel Heart）　※CSおよびGyaOでのみ放映
- ドミノ（Office有鬼 Haunted Office）
- ゴッド・ギャンブラー/ツインズ大作戦（賭侠2002 The Conman 2002） - 靳春天 役
- THE SNOW（白髮鬼 Face to Face）

2004年
- マジック・キッチン（魔幻廚房 Magic Kitchen）
- エンター・ザ・フェニックス（大佬愛美麗 Enter The Phoenix） - 鄭秋 役　※監督/脚本も

2005年
- ドラゴン・プロジェクト（精武家庭 House of Fury） - Nicky（ニッキー） 役　※監督/脚本も
- DRAGON BLADE ドラゴン・ブレード（龍刀奇縁 Dragon Brade）※声の出演

2006年
- （天行者 Heavenly Mission） - 鬼仔 役　※日本未公開
- 緑の炎（犀照 49 Days） - 劉誠 役　※第20回福岡アジア映画祭上映時邦題

2006年
- （女人不壞 All About Women） - 小剛 役　※日本未公開

2010年
- 水も滴るお姫様（出水芙蓉 The Fantastic Water Babes） - ゲスト出演　※第3回したまちコメディ映画祭上映時邦題

## 監督作品
- 2001年 my beloved（オムニバス映画「戀愛起義 Heroes in Love」の第2話「愛得槍狂 My Beloved」）※ニコラス・ツェーと共同監督
- 2004年 エンター・ザ・フェニックス（大佬愛美麗 Enter The Phoenix）※出演も
- 2005年 ドラゴン・プロジェクト（精武家庭 House of Fury）※出演も
- 2009年 ジャンプ 〜上海ドリーム〜（跳出去 Jump）（主演：キティ・チャン）　※劇場未公開（iTuneでのみレンタル・販売）
- 2012年 TAICHI/太極 ゼロ（太極1從零開始）※出演も
- 2012年 TAICHI/太極 ヒーロー（太極2英雄崛起始）
- 2013年 （太極3巔峰在望）
- 2017年 グレート・アドベンチャー（俠盜聯盟）

## 製作・製作総指揮作品
映画
- 2013年 控制/コントロール（控城計）

テレビドラマ
- 2015年 バッドランド 〜最強の戦士〜 シーズン1（Into The Badlands）
- 2017年 バッドランド 〜最強の戦士〜 シーズン2（Into The Badlands）
- 2018～2019年 バッドランド 〜最強の戦士〜 シーズン3（Into The Badlands）
- 2019年～ 五行の刺客（Wu Assassins）